# محمودآباد (مهاباد، شمال)
محمودآباد یک روستا در ایران است که در شهرستان مهاباد واقع شده‌است.

## جمعیت
این روستا در دهستان منگور شرقی قرار دارد و براساس سرشماری مرکز آمار ایران در سال ۱۳۸۵، جمعیت آن ۶۳ نفر (۱۱ خانوار) بوده‌است.